# Зубець U
Зубець U — зубець на електрокардіограмі, що виникає після зубця T. Зубець має малу амплітуду й дуже часто відсутній на ЕКГ.
Виникнення зубця U пов'язано із реполяризацією папілярних м'язів та волокон Пуркіньє.